# 37. domobranski pehotni polk (Avstro-Ogrska)
Za druge 37. polke glejte 37. polk.
37. domobranski pehotni polk (izvirno nemško k.k. Landwehr Infanterie Regiment Nr. 37; dobesedno slovensko: Cesarsko-kraljevi deželnobrambovski pehotni polk št. 37) je bil pehotni polk avstro-ogrskega Domobranstva.

## Zgodovina
Polk je bil ustanovljen leta 1906. 

### Prva svetovna vojna
Polkovna narodnostna sestava leta 1914 je bila sledeča: 82% Srbov/Hrvatov in 8% drugih.
Naborni okraj polka je bil v Castelnuovu.
Med prvo svetovno vojno se je polk bojeval tudi na soški fronti. Med šesto soško ofenzivo so se tri stotnije III. bataljona tega polka predale in s tem omogočili Italijanom, da so 6. avgusta 1916 v le 40 minutah zasedeli Sabotin. Polkov II. bataljon je bil med šesto ofenzivo zadnja avstro-ogrska enota, ki se je umaknila iz desnega brega Soče pri Solkanu.

## Poveljniki polka
- 1914: Franz Grossmann[1]